# Grève (géomorphologie littorale)
Pour les articles homonymes, voir Grève (homonymie).

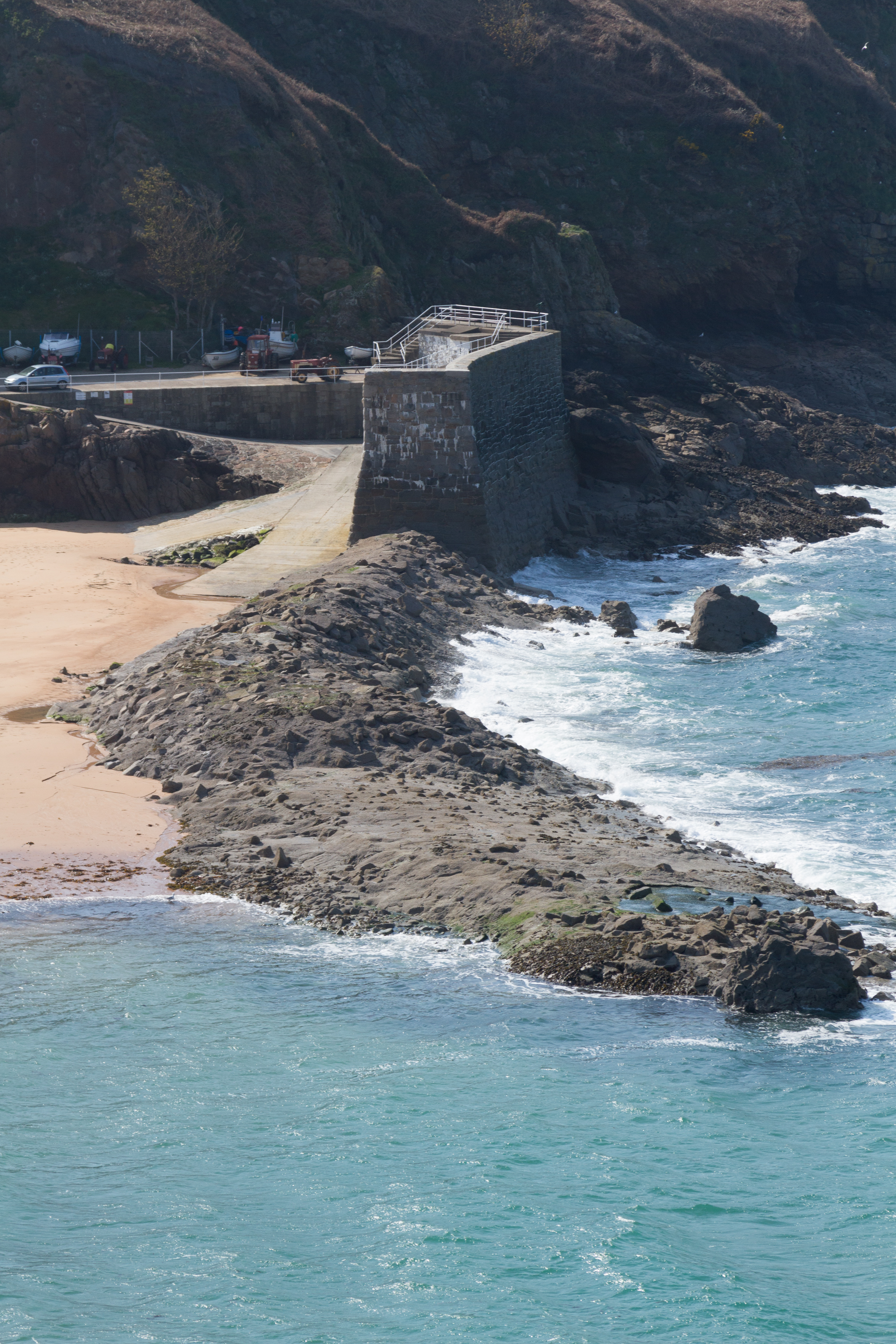
Grève des Pierres de Lecq à Jersey.

Une grève (du bas latin grava, « gravier ») est un espace d'échouage en bord de mer ou d'un cours d'eau fait de sable, de graviers ou de galets. La grève désigne initialement une plage de graviers et de galets, mais le terme a évolué pour désigner des plaines alluviales (par exemple les Grèves à Brucheville), des plages de sable en général, la plage en général, voire la plage de façon recherchée voire poétique (par exemple Plestin-les-Grèves, Saint-Michel-en-Grève).
Dans le vocabulaire touristique courant, le mot est devenu synonyme de plage médiocre.